# Chasing Dreams
Chasing Dreams ist das zweite Musikalbum der deutschen Sängerin Sofia Portanet. Es erschien im April 2024 unter dem Label Duchess Box Records. Wie das Vorgängeralbum enthält es Titel in verschiedenen Sprachen.

## Musikstil
Chasing Dreams ist ein Indie-Popalbum mit Einflüssen aus den Genres des Dance-Pop und des Synthiepop der 1980er Jahre.

## Titelliste
1. Intro – Ich Bin – 1:39 (T: Sofia Portanet M: Sofia Portanet, Steffen Kahles)
2. Real Face – 2:52 (T: Christoph Adrian, Louis Andre Flanigang Jr., Sofia Portanet, Steffen Kahles M: Sofia Portanet, Steffen Kahles)
3. Ballon – 3:29 (T: EAB, Heen Martens, Sofia Portanet M: EAB, Sofia Portanet, Steffen Kahles)
4. Unstoppable – 3:11 (T + M: Sofia Portanet, John Fortis)
5. Entre Nos Lèvres – 3:35 (T: Sofia Portanet, Léo Thomas M: Sofia Portanet, Steffen Kahles)
6. Lust – 3:41 (Duett mit Tobias Bamborschke) (T: Sofia Portanet M: Sofia Portanet, Steffen Kahles, Tobias Bamborschke)
7. My Time – 2:47 (T + M: John Fortis, Sofia Portanet, Steffen Kahles)
8. Paralysed – 2:42 (T: John Fortis, Sofia Portanet M: John Fortis, Sofia Portanet, Steffen Kahles)
9. Mi Amor – 2:36 (T + M: John Fortis, Sofia Portanet, Steffen Kahles)
10. Coplas – 3:23 (T: Antonio Machado M: António Portanet)
11. Real Face (Piano Version) – 2:43 (mit Chilly Gonzales) (T: Christoph Adrian, Louis Andre Flanigang Jr., Sofia Portanet, Steffen Kahles M: Sofia Portanet, Steffen Kahles)

Im Gegensatz zu ihrem Debütalbum Freier Geist hat sich Portanet bei den Songtexten nicht von prosaischen Texten, sondern von ihren eigenen Gefühlen und Erfahrungen inspirieren lassen. Sie singt von Heimat, Identität, Selbstfindung, ihrer Kindheit und über Beziehungen.
Coplas ist die Coverversion des bekanntesten Titels ihres Vaters António Portanet aus dem Jahr 1983.
Lust ist ein Duett mit Tobias Bamborschke, Sänger und Gitarrist von Isolation Berlin.

## Veröffentlichungen
Das Album wurde unter dem Berliner Plattenlabel Duchess Box Records als Vinyl-LP, CD und digital veröffentlicht. Der Titel Real Face erschien bereits 2021 als digitale Single, die Piano-Version mit Chilly Gonzales, Unstoppable und Mi Amor 2022, My Time und Ballon 2023, sowie Paralysed und Entre Nos Lèvres kurz vor Veröffentlichung des Albums 2024.

## Rezeption
Ullrich Maurer (musikreviews.de) lobt Portanets Mut sich nicht auf dem „interessanten und klugen Konzept“ des Vorgängeralbums auszuruhen: „Dass sie das nicht tat, sondern sich mit ‚Chasing Dreams‘ eine neue musikalische und persönliche Positionierung erlaubte, spricht für ihre Integrität als selbstbestimmte Indie-Musikern.“ Er schließt mit dem Fazit: „Ganz egal, wie man dazu stehen mag, dass mit ‚Chasing Dreams‘ am Ende ein lupenreines, multilingual ausgelebtes Pop-Album mit internationalem Flair herausgekommen ist, kann man Sofia Portanet eine gewisse künstlerische Chuzpe und Vision nicht absprechen. Ernsthaft und ohne verkopften Überbau zog sie so geradlinig ihre Vorstellungen durch. Noch dazu ist die Qualität der Songs, unabhängig von der bewusst gewählten musikalisch Umsetzung, ausnahmslos brillant gelungen.“
Alexander Cordas laut.de zählt Portanet gar zur „Speerspitze des deutschen Pop“: „Der Sound des Albums klingt im Vergleich zum Debüt mit seinen unterkühlten NDW-Sounds erheblich wärmer, was aber nicht bedeutet, dass Portanet hier eine Spaßplatte mit Konfetti-Beigabe abliefert. Weit gefehlt. Gerade ‚Real Face‘ und vor allem das textlich extrem nahe gehende ‚Lust‘ beleuchten die dunklen Seiten des Daseins. [...] Am Ende scheint dann doch irgendwie die Sonne: ‚Und dann liegen wir wie auf dem Küstenstreifen und lassen die Gedanken in die Weite schweifen, jetzt kann alles für immer so bleiben‘. Wenn es doch nur so einfach wäre.“